# Elijah Mitchell
Elijah Mitchell (Erath, 2 maggio 1998) è un giocatore di football americano statunitense che milita nel ruolo di running back per i Kansas City Chiefs della National Football League (NFL).

## Carriera

### San Francisco 49ers
Mitchell al college giocò a football all'Università della Louisiana. Fu scelto nel corso del sesto giro (194º assoluto) nel Draft NFL 2021 dai San Francisco 49ers. Disputò la prima partita il 12 settembre contro i Detroit Lions, correndo 104 yard e un touchdown nella vittoria per 41–33. Nell'ottavo turno corse 137 yard e un touchdown, venendo premiato come running back della settimana.

### Kansas City Chiefs
L'11 marzo 2025 Mitchell firmó con i Kansas City Chiefs.

## Palmarès

### Franchigia
- National Football Conference Championship: 1

San Francisco 49ers: 2023

### Individuale
- Running back della settimana: 1

8ª del 2021